# Million Dollar Arm
Million Dollar Arm (bra: Arremesso de Ouro) é um filme estadunidense de 2014, do gênero drama esportivo biográfico, dirigido por Craig Gillespie e com roteiro de Tom McCarthy. O filme é baseado na história real dos arremessadores de beisebol Rinku Singh e Dinesh Patel, que foram descobertos pelo agente esportivo J. B. Bernstein após vencer uma competição de reality show.
Estrelado por Jon Hamm, Bill Paxton, Suraj Sharma, Madhur Mittal e Alan Arkin, com trilha sonora de A. R. Rahman, e produzido por Joe Roth, Mark Ciardi e Gordon Gray, o filme teve uma pré-estreia no El Capitan Theatre em 6 de maio de 2014, e foi lançado nacionalmente nos cinemas estadunidenses em 16 de maio de 2014.

## Elenco
- Jon Hamm como J.B.
- Aasif Mandvi como Ash
- Bill Paxton como Tom House
- Suraj Sharma como Rinku
- Lake Bell como Brenda
- Alan Arkin como Ray Poitevint
- Madhur Mittal como Dinesh
- Pitobash Tripathy como Amit Rohan (Deepesh Solanki)
- Tzi Ma como Chang
- Darshan Jariwala como Vivek
- Greg Alan Williams como Doug
- Allyn Rachel como Theresa
- Rey Maualuga como Popo

## Recepção

### Bilheteria
Million Dollar Arm arrecadou 36,5 milhões de dólares na América do Norte e 2 milhões de dólares em outros territórios, totalizando um faturamento bruto de 38,5 milhões de dólares, contra um orçamento de 25 milhões de dólares.

### Resposta da crítica
No site agregador de críticas Rotten Tomatoes, 65% das 148 resenhas dos críticos são positivas, com uma classificação média de 6,1/10. O consenso do site diz: "Agradável ao extremo, Million Dollar Arm é um campo intermediário que se baseia no charme considerável de Jon Hamm sem adicionar curvas verdadeiramente originais à inspiradora fórmula esportiva da Disney." O Metacritic, que usa uma média ponderada, atribuiu ao filme uma pontuação de 56 em 100, baseado em 38 críticos, indicando críticas "mistas ou médias". O público entrevistado pelo CinemaScore deu ao filme uma nota média de "A−" em uma escala de A+ a F.

### Prêmios e indicações
| Prêmio              | Categoria                    | Destinatário(s)         | Resultado | Ref.   |
| ------------------- | ---------------------------- | ----------------------- | --------- | ------ |
| Prêmios Teen Choice | Escolha do Filme: Drama      | Escolha do Filme: Drama | Indicado  | [ 11 ] |
| Prêmios Teen Choice | Melhor Ator de Cinema: Drama | Jon Hamm                | Indicado  | [ 11 ] |